# Christuskirche (Lichtentanne)

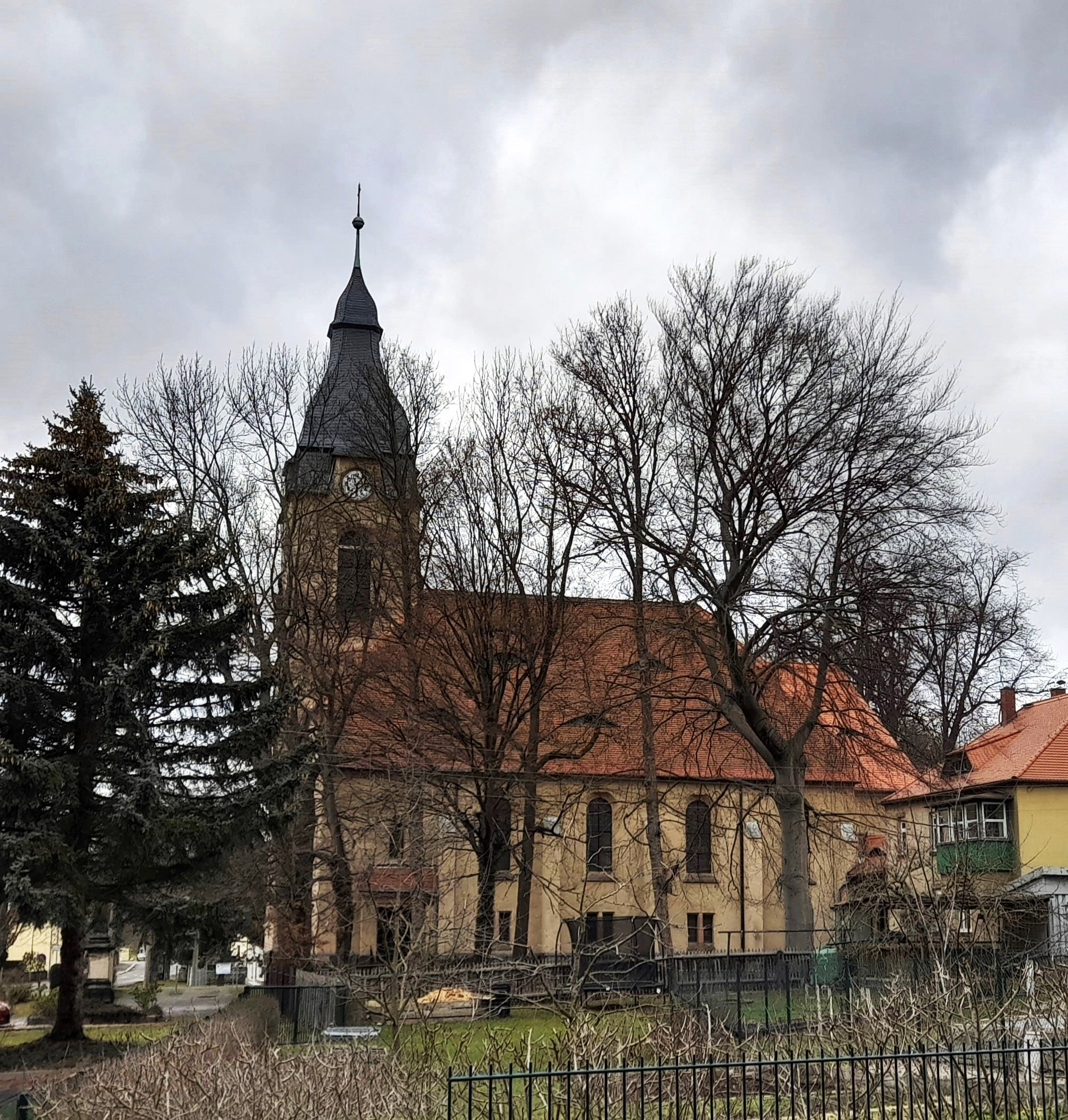
Christuskirche Lichtentanne

Die Christuskirche ist die evangelisch-lutherische Pfarrkirche von Lichtentanne, einer Gemeinde im Landkreis Zwickau in Sachsen. Sie gehört zum Kirchenbezirk Marienberg der Evangelisch-Lutherischen Landeskirche Sachsens.

## Geschichte
Als ursprüngliche Pfarrkirche von Lichtentanne diente die im 12. Jahrhundert gegründete, 1629 erneuerte Barbarakirche. Der starke Bevölkerungszuwachs des Ortes nach Ansiedlung der Maxhütte und der Errichtung einer Kammgarnspinnerei machte um die Wende zum 20. Jahrhundert den Bau einer größeren Pfarrkirche notwendig. Nach Entwürfen des Dresdener Architekten Woldemar Kandler wurde 1907/1908 die Christuskirche als Saalkirche in einfachen neubarocken Bauformen errichtet. Dem von einem Halbwalmdach abgeschlossenen kubischen Baukörper ist seitlich ein mit einem Haubenhelm abgeschlossener Turmbau angefügt.
Der dreiseitig von Emporen umgebene Kirchenraum ist durch ein Tonnengewölbe gedeckt, der halbkreisförmig geschlossene Altarraum ist rippengewölbt.

## Ausstattung
Die Kirche hat ihre originale Ausstattung mit Kanzel, Taufbecken und Altar bewahrt, dessen von dem Dresdener Maler Moritz Heide geschaffenes Altarbild den einladenden Christus entsprechend dem Matthäusevangelium zur Bergpredigt darstellt.

### Orgel
Die mit 24 Registern ausgestattete Orgel mit barockem Prospekt wurde 1908 von der Firma Jehmlich Orgelbau Dresden erbaut.